# ちゅピCOMおのみち
株式会社ちゅピCOMおのみち（ちゅピコムおのみち）は、広島県尾道市を放送エリアとするケーブルテレビ局であった。2023年10月1日をもって広島市中区のちゅピCOMと合併し法人格としては消滅しちゅピCOM尾道局となる。その他、インターネット接続サービス等を運営している。中国新聞グループに属する。

## 沿革
- 1989年（平成元年）5月18日 - 尾道ケーブルテレビ株式会社（おのみちケーブルテレビ）を設立。
- 1993年（平成5年）12月1日 - 開局。
- 2010年（平成22年）4月 - マリンスタジオ開設。
- 2011年（平成23年） - 本社を尾道市西御所町より東御所町へ移転。
- 2016年（平成28年） - 本社を尾道市東御所町より西御所町へ移転。
- 2017年（平成29年）
  - 1月 - 現在の社名に変更。
  - 6月22日 - 社長の目光紀が退任し、北村浩司が社長に就任[5]。
- 2023年（令和5年）10月1日 - ちゅピCOMと合併し尾道局となる。

## サービスエリア
- 広島県尾道市（一部山間部、島嶼部、合併地域等を除く）

## 主な放送チャンネル

### 地上波系列別再送信局
| NHK-G   | NHK-E   | NNN/NNS    | ANN              | JNN      | TXN            | FNN/FNS      | JAITS |
| ------- | ------- | ---------- | ---------------- | -------- | -------------- | ------------ | ----- |
| NHK広島 | NHK広島 | 広島テレビ | 広島ホームテレビ | 中国放送 | テレビせとうち | テレビ新広島 |       |

### テレビ局
- セットトップボックス(STB)には放送切り替え機能が付いており、以下の4種類から選択する方式を採用している。
  - CA - アナログ放送（一部のSTBでは選択できないためテレビ側で視聴する）
  - CB - 地上デジタル放送
  - BS - BSデジタル放送
  - C - CSデジタル放送

| デジタル  | 放送局                                                            |
| --------- | ----------------------------------------------------------------- |
| CB011     | NHK広島総合                                                       |
| CB021     | NHK広島教育                                                       |
| CB031     | 中国放送                                                          |
| CB041     | 広島テレビ                                                        |
| CB051     | 広島ホームテレビ                                                  |
| CB071     | テレビせとうち                                                    |
| CB081     | テレビ新広島                                                      |
| CB111     | ちゅピCOMおのみちコミュニティ                                     |
| CB112     | ちゅピCOMおのみちコミュニティ文字放送・QVC                        |
| CB113     | ちゅピCOMおのみちコミュニティウェザーニュース・ショップチャンネル |
| BS101     | NHK BS                                                            |
| BS141-143 | BS日テレ                                                          |
| BS151-153 | BS朝日                                                            |
| BS161-163 | BS-TBS                                                            |
| BS171-173 | BSジャパン                                                        |
| BS181-183 | BSフジ                                                            |
| BS191-193 | WOWOW                                                             |
| BS200     | BS10                                                              |
| BS201     | BS10スターチャンネル                                              |
| BS211     | BS11デジタル                                                      |
| BS222     | TwellV                                                            |
| BS231     | 放送大学テレビ                                                    |
| BS531     | 放送大学ラジオ                                                    |
| BS4K101   | NHK BSプレミアム4K                                                |
| BS4K141   | BS日テレ 4K                                                       |
| BS4K151   | BS朝日 4K                                                         |
| BS4K161   | BS-TBS 4K                                                         |
| BS4K171   | BSテレ東 4K                                                       |
| BS4K181   | BSフジ 4K                                                         |
| C010      | レジャーチャンネル                                                |
| C014      | 放送大学テレビ                                                    |
| C123      | LaLa HD                                                           |
| C124      | スーパー!ドラマTV HD                                              |
| C126      | アジアドラマチックTV★So-net HD                                    |
| C134      | ヒストリーチャンネル™HD                                           |
| C136      | テレ朝チャンネルHD                                                |
| C137      | フジテレビNEXT(HD)                                                |
| C138      | フジテレビONE(HD)                                                 |
| C139      | フジテレビTWO(HD)                                                 |
| C146      | GAORA HD                                                          |
| C147      | スカイ・A sports+ HD                                              |
| C154      | 食と旅のフーディーズTV HD                                         |
| C155      | 洋画★シネフィル・イマジカHD                                       |
| C167      | ゴルフネットワークHD                                              |
| C211      | スカイ・A sports+                                                 |
| C212      | GAORA                                                             |
| C217      | ゴルフネットワーク                                                |
| C221      | 日本映画専門チャンネル                                            |
| C222      | チャンネルNECO                                                    |
| C223      | V☆パラダイス                                                      |
| C225      | 東映チャンネル                                                    |
| C226      | 衛星劇場                                                          |
| C230      | ファミリー劇場                                                    |
| C231      | スーパー!ドラマTV                                                 |
| C232      | AXN                                                               |
| C233      | Dlife                                                             |
| C234      | 時代劇専門チャンネル                                              |
| C235      | LaLa TV                                                           |
| C238      | TBSチャンネル                                                     |
| C240      | カートゥーン ネットワーク                                         |
| C241      | アニマックス                                                      |
| C242      | キッズステーション                                                |
| C251      | 日経CNBC                                                          |
| C254      | TBSニュースバード                                                 |
| C255      | ヒストリーチャンネル                                              |
| C256      | ディスカバリーチャンネル                                          |
| C258      | 朝日ニュースター                                                  |
| C259      | ナショナルジオグラフィックチャンネル                              |
| C260      | 大人の音楽専門TV◆ミュージック・エア                               |
| C262      | スペースシャワーTV                                                |
| C263      | MTV                                                               |
| C264      | 歌謡ポップスチャンネル                                            |
| C270      | 囲碁・将棋チャンネル                                              |
| C271      | ショップチャンネル                                                |
| C272      | QVC                                                               |
| C276      | 釣りビジョン                                                      |
| C278      | 食と旅のフーディーズTV                                            |
| C280      | MONDO TV                                                          |
| C284      | 日テレプラス                                                      |
| C285      | グリーンチャンネル                                                |
| C286      | グリーンチャンネル2                                               |
| C290      | プレイボーイ チャンネル                                           |
| C291      | チャンネル・ルビー                                                |
| C292      | レインボーチャンネル                                              |
| C401      | ケーブル4K                                                        |

- アダルト放送を視聴する場合は、通常の視聴契約とは別に年齢確認を行う特別な手続きが必要。
- CSデジタル放送は日本デジタル配信を使用。
- 地上デジタルテレビジョン放送は周波数変換パススルー方式の為、周波数変換パススルー方式に対応した地上デジタル対応テレビまたはチューナであれば視聴可能。
- なおセットトップボックスを現在は（D端子非対応・パイオニア製 BD-V170（サービス終了）、D端子対応・フジクラ製 FMT-3510C（サービス終了）、HDMI対応・松下電器製 TZ-DCH820、ハードディスクDVD内蔵・松下電器製 TZ-DCH9810)、パイオニア製 BD-V371Lを用意している。
- CA14テレビせとうちはアナログ放送終了に伴い、2011年7月22日から地上デジタル放送での再送信を開始した（契約は1年毎の更新となっており期間を延長している。2016年6月現在は2017年3月31日まで）[6]。
- 広島県のテレビ局6局はデジアナ変換で2011年7月24日以後も地上デジタルテレビの番組をアナログテレビで視聴可能だったが、2015年3月31日に終了。